# 立野 (横浜市)
立野（たての）は、神奈川県横浜市中区の町名。住居表示は未実施で、丁目は設けられていない。

## 地理
中区の中部、JR根岸線山手駅付近から北東に細長い町域を持つ。山手駅の東側は、北西側は大和町、南東側は西之谷町および矢口台に挟まれる。町域は山手駅の西側にもあり、北は竹之丸、南は仲尾台に接する。駅西側部分のほとんどは横浜市立立野小学校の敷地である。駅東側は一戸建てを中心とした住宅街と、横浜国立大学教育学部附属横浜小学校がある。
町の西部を南北にJR根岸線が通り、山手駅が開設されている。路線バスは、山手駅から大和町1・2丁目停留所を通り港の見える丘公園および本牧緑ケ丘方面への横浜市営バスのほか、本牧通りの大和町停留所から山手隧道を通り関内地区へのバスが運行されている。

## 歴史
かつての久良岐郡根岸村の一部。立野の地名は古く、『新編武蔵風土記稿』の根岸村の項に「立野 北東の方にあり」の記録が見られる。『横浜市史稿』によると、正徳6年改帳の北方村の字にも見られ、両村の入会地であったと推測される。地名研究では、「タテ」は低地に臨んだ丘陵の端や、台地など高くなった所、「タテノ」は村落などで共有する山林や原野を意味すると考えられている。
根岸村は1901年（明治34年）に横浜市に編入され、横浜市根岸町となる。1933年（昭和8年）に根岸町および北方町の各一部から立野が新設された。1964年には国電根岸線が開通し、山手駅が開設された。
立野の町域からは離れた中区本牧間門に、立野の名を冠する神奈川県立横浜立野高等学校がある。同校の前身となる神奈川県立横浜第二高等女学校は、1936年に、立野にあった神奈川県女子師範学校に併設され開校。1950年の共学化に合わせて横浜立野高等学校に校名を変更した。敷地が狭隘であったため1964年に間門町に移転したが、従来の校名を踏襲している。立野の校地は横浜国立大学教育学部附属横浜小学校として使われている。

## 世帯数と人口
2025年（令和7年）6月30日現在（横浜市発表）の世帯数と人口は以下の通りである。
| 町丁 | 世帯数  | 人口  |
| ---- | ------- | ----- |
| 立野 | 446世帯 | 877人 |

### 人口の変遷
国勢調査による人口の推移。
| 年                 | 人口 |
| ------------------ | ---- |
| 1995年（平成7年）  | 852  |
| 2000年（平成12年） | 958  |
| 2005年（平成17年） | 798  |
| 2010年（平成22年） | 784  |
| 2015年（平成27年） | 772  |
| 2020年（令和2年）  | 880  |

### 世帯数の変遷
国勢調査による世帯数の推移。
| 年                 | 世帯数 |
| ------------------ | ------ |
| 1995年（平成7年）  | 354    |
| 2000年（平成12年） | 395    |
| 2005年（平成17年） | 329    |
| 2010年（平成22年） | 337    |
| 2015年（平成27年） | 344    |
| 2020年（令和2年）  | 413    |

## 学区
市立小・中学校に通う場合、学区は以下の通りとなる（2024年11月時点）。
| 番・番地等 | 小学校             | 中学校               |
| ---------- | ------------------ | -------------------- |
| 全域       | 横浜市立立野小学校 | 横浜市立仲尾台中学校 |

## 事業所
2021年現在の経済センサス調査による事業所数と従業員数は以下の通りである。
| 町丁 | 事業所数 | 従業員数 |
| ---- | -------- | -------- |
| 立野 | 18事業所 | 148人    |

### 事業者数の変遷
経済センサスによる事業所数の推移。
| 年                 | 事業者数 |
| ------------------ | -------- |
| 2016年（平成28年） | 18       |
| 2021年（令和3年）  | 18       |

### 従業員数の変遷
経済センサスによる従業員数の推移。
| 年                 | 従業員数 |
| ------------------ | -------- |
| 2016年（平成28年） | 132      |
| 2021年（令和3年）  | 148      |

## その他

### 日本郵便
- 郵便番号：231-0845[3]（集配局：横浜港郵便局[20]）

### 警察
町内の警察の管轄区域は以下の通りである。
| 番・番地等 | 警察署     | 交番・駐在所 |
| ---------- | ---------- | ------------ |
| 全域       | 山手警察署 | 山手駅前交番 |